# Населення Самоа
Населення Самоа. Чисельність населення країни 2015 року становила 197,8 тис. осіб (185-те місце у світі). Чисельність самоанців стабільно збільшується, народжуваність 2015 року становила 20,87 ‰ (78-ме місце у світі), смертність — 5,32 ‰ (178-ме місце у світі), природний приріст — 0,58 % (152-ге місце у світі) . 

## Природний рух

### Відтворення
Народжуваність на Самоа, станом на 2015 рік, дорівнює 20,87 ‰ (78-ме місце у світі). Коефіцієнт потенційної народжуваності 2015 року становив 2,84 дитини на одну жінку (60-те місце у світі). Рівень застосування контрацепції 28,7 % (станом на 2009 рік). Середній вік матері при народженні першої дитини становив 23,6 року, медіанний вік для жінок — 25—29 років (оцінка на 2009 рік).
Смертність на Самоа 2015 року становила 5,32 ‰ (178-ме місце у світі).
Природний приріст населення в країні 2015 року становив 0,58 % (152-ге місце у світі).

### Вікова структура

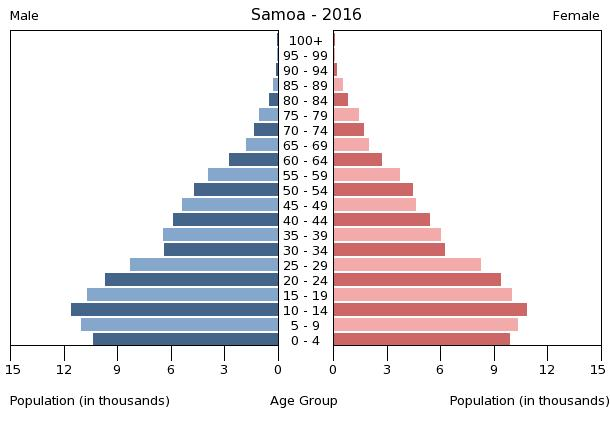
Віково-статева піраміда населення Самоа, 2016 рік

Середній вік населення Самоа становить 23,9 року (164-те місце у світі): для чоловіків — 23,7, для жінок — 24,2 року. Очікувана середня тривалість життя 2015 року становила 73,46 року (131-ше місце у світі), для чоловіків — 70,58 року, для жінок — 76,48 року.
Вікова структура населення Самоа, станом на 2015 рік, мала такий вигляд:
- діти віком до 14 років — 32,72 % (33 393 чоловіка, 31 324 жінки);
- молодь віком 15—24 роки — 19,96 % (20 253 чоловіка, 19 217 жінок);
- дорослі віком 25—54 роки — 35,58 % (36 374 чоловіка, 33 993 жінки);
- особи передпохилого віку (55—64 роки) — 6,24 % (6 283 чоловіка, 6 057 жінок);
- особи похилого віку (65 років і старіші) — 5,5 % (4 730 чоловіків, 6 149 жінок)[1].

## Розселення
Густота населення країни 2015 року становила 68,3 особи/км² (142-ге місце у світі).

### Урбанізація
Самоа низькоурбанізована країна. Рівень урбанізованості становить 19,1 % населення країни (станом на 2015 рік), темпи зменшення частки міського населення — 0,24 % (оцінка тренду за 2010—2015 роки).
Головні міста держави: Апіа (столиця) — 37,0 тис. осіб (дані за 2014 рік).

### Міграції
Річний рівень еміграції 2015 року становив 9,78 ‰ (215-те місце у світі). Цей показник не враховує різниці між законними і незаконними мігрантами, між біженцями, трудовими мігрантами та іншими.

## Расово-етнічний склад
| Етнічний склад (2012 рік) | Етнічний склад (2012 рік) | Етнічний склад (2012 рік) | Етнічний склад (2012 рік) | Етнічний склад (2012 рік) |
| ------------------------- | ------------------------- | ------------------------- | ------------------------- | ------------------------- |
| Етнос:                    |                           |                           | Відсоток:                 |                           |
| самоанці                  | самоанці                  |                           | 92.6%                     | 92.6%                     |
| європолінезійці           | європолінезійці           |                           | 7%                        | 7%                        |
| європейці                 | європейці                 |                           | 0.4%                      | 0.4%                      |

Головні етноси країни: самоанці — 92,6 %, євронезійці (суміш європейців і полінезійців) — 7 %, європейці — 0,4 % населення (згідно з переписом 2001 року).

## Мови
| Мови Самоа (2015 рік) | Мови Самоа (2015 рік) | Мови Самоа (2015 рік) | Мови Самоа (2015 рік) | Мови Самоа (2015 рік) |
| --------------------- | --------------------- | --------------------- | --------------------- | --------------------- |
| Мова:                 |                       |                       | Відсоток:             |                       |
| самоанська            | самоанська            |                       | %                     | %                     |
| англійська            | англійська            |                       | %                     | %                     |

Офіційна мова: самоанська. На островах поширена англійська.

## Релігії
| Релігії на Самоа (2011 рік) | Релігії на Самоа (2011 рік) | Релігії на Самоа (2011 рік) | Релігії на Самоа (2011 рік) | Релігії на Самоа (2011 рік) |
| --------------------------- | --------------------------- | --------------------------- | --------------------------- | --------------------------- |
| Віросповідання:             |                             |                             | Відсоток:                   |                             |
| протестанти                 | протестанти                 |                             | 57.4%                       | 57.4%                       |
| католики                    | католики                    |                             | 19.4%                       | 19.4%                       |
| мормони                     | мормони                     |                             | 15.2%                       | 15.2%                       |
| айяварі                     | айяварі                     |                             | 1.7%                        | 1.7%                        |
| християни                   | християни                   |                             | 5.5%                        | 5.5%                        |
| інші                        | інші                        |                             | 0.7%                        | 0.7%                        |
| атеїсти                     | атеїсти                     |                             | 0.1%                        | 0.1%                        |
| агностики                   | агностики                   |                             | 0.1%                        | 0.1%                        |

Головні релігії й вірування, які сповідує, і конфесії та церковні організації, до яких відносить себе населення країни: протестантизм — 57,4 % (конгрегації — 31,8 %, методизм — 13,7 %, Асамблея Бога — 8 %, адвентизм — 3,9 %), римо-католицтво — 19,4 %, мормони — 15,2 %, молитовні центри Айяварі — 1,7 %, інші течії християнства — 5,5 %, інші — 0,7 %, не сповідують жодної — 0,1 %, не визначились — 0,1 % (станом на 2011 рік).

## Освіта
Рівень письменності 2015 року становив 99 % дорослого населення (віком від 15 років): 99,1 % — серед чоловіків, 98,8 % — серед жінок.
Державні витрати на освіту становлять 5,1 % ВВП країни, станом на 2008 рік (48-ме місце у світі).

## Охорона здоров'я
Забезпеченість лікарями у країні на рівні 0,45 лікаря на 1000 мешканців (станом на 2008 рік). Загальні витрати на охорону здоров'я 2014 року становили 7,2 % ВВП країни (83-тє місце у світі).
Смертність немовлят до 1 року, станом на 2015 рік, становила 19,57 ‰ (90-те місце у світі); хлопчиків — 23,1 ‰, дівчаток — 15,87 ‰. Рівень материнської смертності 2015 року становив 51 випадків на 100 тис. народжень (72-ге місце у світі).
Самоа входить до складу ряду міжнародних організацій: Міжнародного руху (ICRM) і Міжнародної федерації товариств Червоного Хреста і Червоного Півмісяця (IFRCS), Дитячого фонду ООН (UNISEF), Всесвітньої організації охорони здоров'я (WHO).

### Захворювання
Станом на серпень 2016 року в країні були зареєстровані випадки зараження вірусом Зіка через укуси комарів Aedes, переливання крові, статевим шляхом, під час вагітності.
Кількість хворих на СНІД невідома, дані про відсоток інфікованого населення в репродуктивному віці 15—49 років відсутні. Дані про кількість смертей від цієї хвороби за 2014 рік відсутні.
Частка дорослого населення з високим індексом маси тіла 2014 року становила 41,6 % (6-те місце у світі).

### Санітарія
Доступ до облаштованих джерел питної води 2015 року мало 97,5 % населення в містах і 99,3 % в сільській місцевості; загалом 99 % населення країни. Відсоток забезпеченості населення доступом до облаштованого водовідведення (каналізація, септик): в містах — 93,3 %, в сільській місцевості — 91,1 %, загалом по країні — 91,5 % (станом на 2015 рік).

## Соціально-економічне становище
Співвідношення осіб, що в економічному плані залежать від інших, до осіб працездатного віку (15—64 роки) загалом становить 74 % (станом на 2015 рік): частка дітей — 64,9 %; частка осіб похилого віку — 9,1 %, або 11 потенційно працездатного на 1 пенсіонера. Загалом ці показники характеризують рівень потреби державної допомоги в секторах освіти, охорони здоров'я і пенсійного забезпечення, відповідно. Дані про відсоток населення країни, що перебуває за межею бідності, відсутні. Дані про розподіл доходів домогосподарств у країні відсутні.
Станом на 2012 рік, у країні 10,9 тис. осіб не має доступу до електромереж; 94 % населення має доступ, у містах цей показник дорівнює 100 %, у сільській місцевості — 93 %. Рівень проникнення інтернет-технологій низький. Станом на липень 2015 року в країні налічувалось 50 тис. унікальних інтернет-користувачів (198-ме місце у світі), що становило 25,4 % загальної кількості населення країни.

### Трудові ресурси
Загальні трудові ресурси 2013 року становили 49,18 тис. осіб (194-те місце у світі). Зайнятість економічно активного населення у господарстві країни розподіляється таким чином: аграрне, лісове і рибне господарства — 65 %; промисловість і сфера послуг — 35 %. Дані про рівень безробіття серед працездатного населення країни, станом на 2015 рік, серед молоді у віці 15—24 років ця частка становила 19,1 %, серед юнаків — 15,6 %, серед дівчат — 25,3 % (75-те місце у світі).

## Кримінал

### Торгівля людьми
Згідно зі щорічною доповіддю про торгівлю людьми (англ. Trafficking in Persons Report) Управління з моніторингу та боротьби з торгівлею людьми Державного департаменту США, уряд Самоа докладає значних зусиль у боротьбі з явищем примусової праці, сексуальної експлуатації, незаконною торгівлею внутрішніми органами, але законодавство відповідає мінімальним вимогам американського закону 2000 року щодо захисту жертв (англ. Trafficking Victims Protection Act’s) не повною мірою, країна перебуває у списку другого рівня.

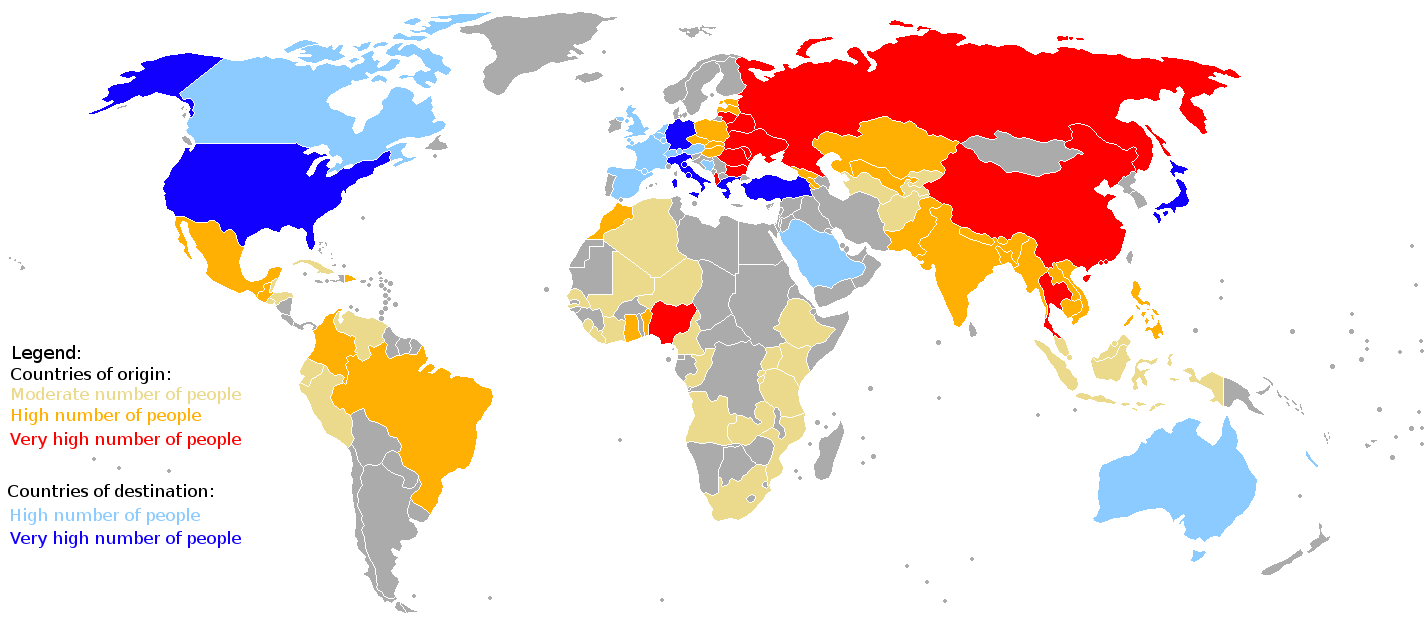
Країни-донори (червоний) і країни-реципієнти кримінальних потоків  (англ.)
Глобальна боротьба з торгівлею людьми (англ.)

## Гендерний стан
Статеве співвідношення (оцінка 2015 року):
- при народженні — 1,05 особи чоловічої статі на 1 особу жіночої;
- у віці до 14 років — 1,07 особи чоловічої статі на 1 особу жіночої;
- у віці 15—24 років — 1,05 особи чоловічої статі на 1 особу жіночої;
- у віці 25—54 років — 1,07 особи чоловічої статі на 1 особу жіночої;
- у віці 55—64 років — 1,04 особи чоловічої статі на 1 особу жіночої;
- у віці старше за 64 роки — 0,77 особи чоловічої статі на 1 особу жіночої;
- загалом — 1,04 особи чоловічої статі на 1 особу жіночої[1].

## Демографічні дослідження
Демографічні дослідження у країні ведуться рядом державних і наукових установ:

### Українською
- Атлас. 10—11 клас. Економічна і соціальна географія світу / упорядники :  О. Я. Скуратович, Н. І. Чанцева. — К. : ДНВП «Картографія», 2010. — ISBN 978-966-475-639-3.
- Атлас світу / голов. ред. І. С. Руденко ; зав. ред. В. В. Радченко ; відп. ред. О. В. Вакуленко. — К. : ДНВП «Картографія», 2005. — 336 с. — ISBN 9666315467.
- Безуглий В. В. Економічна і соціальна географія зарубіжних країн : Навчальний посібник. — К. : ВЦ «Академія», 2007. — 704 с. — ISBN 978-966-580-239-6.
- Безуглий В. В., Козинець С. В. Регіональна економічна і соціальна географія світу : Навчальний посібник. — видання 2-ге, доп., перероб. — К. : ВЦ «Академія», 2007. — 688 с. — ISBN 966-580-144-9.
- Головченко В. І., Кравчук О. Країнознавство: Азія, Африка, Латинська Америка, Австралія і Океанія. — К., 2006. — 335 с. — ISBN 966-8939-04-2.
- Гудзеляк І. І. Географія населення: Навчальний посібник / І. Гудзеляк. — Л. : Видавничий центр ЛНУ імені Івана Франка, 2008. — 232 с. — ISBN 978-966-613-599-8.
- Дахно І. І. Країни світу: Енциклопедичний довідник / І. І. Дахно, С. М. Тимофієв. — К. : Мапа, 2011. — 606 с. — (Бібліотека нового українця) — ISBN 978-966-8804-23-6.
- Дахно І. І. Економічна географія зарубіжних країн : навчальний посібник. — К. : Центр учбової літератури, 2014. — 319 с. — ISBN 978-611-01-0682-5.
- Джаман В. О. Регіональні системи розселення: демографічні аспекти. — Чернівці : Рута, 2003. — 392 с. — ISBN 9665685988.
- Дорошенко Л. С. Демографія: Навчальний посібник. — К. : МАУП, 2005. — 112 с. — ISBN 966-608-442-2.
- Дубович І. А. Країнознавчий словник-довідник. — 5-те вид., перероб. і доп. — К. : Знання, 2008. — 839 с. — ISBN 978-966-346-330-8.
- Економічна і соціальна географія країн світу. Навчальний посібник / За ред. Кузика С. П. — Л. : Світ, 2002. — 672 с. — ISBN 966-603-178-7.
- Загальна медична географія світу / В. О. Шевченко [та ін.] — К. : [б.в.], 1998. — 178 с.
- Книш М. М., Мамчур О. І. Регіональна економічна і соціальна географія світу (Латинська Америка та Карибські країни, Африка, Азія, Океанія) : навч. посіб. — Л. : ЛНУ ім. Івана Франка, 2013. — 368 с. — ISBN 978-617-10-0007-0.
- Крисаченко В. С. Динаміка населення: Популяційні, етнічні та глобальні виміри. — К. : Видавництво Національного інституту стратегічних досліджень, 2005. — 368 с. — ISBN 966-554-083-1.
- Любіцева О. О., Мезенцев К. В., Павлов С. В. Географія релігій. — К. : АртЕК, 1999. — 504 с. — ISBN 966-505-006-0.
- Масляк П. О. Країнознавство. — К. : Знання, 2007. — 292 с. — (Вища освіта XXI століття)
- Масляк П. О., Дахно І. І. Економічна і соціальна географія світу / П. О. Масляк, І. І. Дахно ; за ред. П. О. Масляка. — К. : Вежа, 2003. — 280 с. — ISBN 966-7091-53-8.

### Російською
- (рос.) Западное Самоа // Демографический энциклопедический словарь / главн. ред. Валентей Д. И. — М. : Советская энциклопедия, 1985. — 608 с.
- (рос.) Западное Самоа // Страны и народы. Австралия и Океания. Антарктида / Редкол. П. И. Пучков (отв. ред.) и др. — М. : «Мысль». — 301 с. — (Страны и народы) — 180 тис. прим.
- (рос.) Атлас народов мира / Отв. ред. С. И. Брук и В. С. Апенченко. — М. : ГУГК ГГК СССР и Институт этнографии им. Н. Н. Миклухо-Маклая АН СССР, 1964. — 185 с. — 20 тис. прим.
- (рос.) Численность и расселение народов мира. Этнографические очерки / под ред. С. И. Брука. — М. : Издательство АН СССР, 1962. — 487 с.
- (рос.) Лаппо Г. М. География городов: Учебное пособие для географических факультетов вузов. — М. : Туманит, изд. центр ВЛАДОС, 1997. — 476 с. — ISBN 5-691-00047-0.
- (рос.) Ягельский А. География населения. — М. : Прогресс, 1980. — 383 с.